# Rhaphium nigricoxa
Rhaphium nigricoxa är en tvåvingeart som först beskrevs av Friedrich Hermann Loew 1861.  Rhaphium nigricoxa ingår i släktet Rhaphium och familjen styltflugor. Inga underarter finns listade i Catalogue of Life.